# Fußball-Weltmeisterschaft 1994/Gruppe A
Spiele der Gruppe A der Fußball-Weltmeisterschaft 1994.
| Pl. | Land      | Sp. | S | U | N | Tore    | Diff. | Punkte |
| --- | --------- | --- | - | - | - | ------- | ----- | ------ |
| 1.  | Rumänien  | 3   | 2 | 0 | 1 | 005:500 | ±0    | 06     |
| 2.  | Schweiz   | 3   | 1 | 1 | 1 | 005:400 | +1    | 04     |
| 3.  | USA       | 3   | 1 | 1 | 1 | 003:300 | ±0    | 04     |
| 4.  | Kolumbien | 3   | 1 | 0 | 2 | 004:500 | −1    | 03     |

## USA – Schweiz 1:1 (1:1)
| USA                                                     | USA | Schweiz | Schweiz |
| ------------------------------------------------------- | --- | --- | ------- |
| USA                                                     | \| 1. Spieltag \| \| 18. Juni 1994 um 11:30 Uhr in Pontiac (Silverdome) \| \| Zuschauer: 73.425 \| \| Schiedsrichter: Francisco Oscar Lamolina ( Argentinien) \| \| Spielbericht \|                                         | \| 1. Spieltag \| \| 18. Juni 1994 um 11:30 Uhr in Pontiac (Silverdome) \| \| Zuschauer: 73.425 \| \| Schiedsrichter: Francisco Oscar Lamolina ( Argentinien) \| \| Spielbericht \|                                                           | Schweiz |
| USA                                                     | Tony Meola – Marcelo Balboa – Cle Kooiman, Alexi Lalas, Paul Caligiuri – Tab Ramos, Mike Sorber, Thomas Dooley, John Harkes – Earnie Stewart (81. Cobi Jones), Eric Wynalda (58. Roy Wegerle) Cheftrainer: Bora Milutinović | Marco Pascolo – Alain Geiger – Marc Hottiger, Dominique Herr, Yvan Quentin – Christophe Ohrel, Georges Bregy, Thomas Bickel (72. Nestor Subiat), Ciriaco Sforza (77. Thomas Wyss), Alain Sutter – Stéphane Chapuisat Cheftrainer: Roy Hodgson | Schweiz |
| USA                                                     | 1:1 Wynalda (44.) | 0:1 Bregy (39.) | Schweiz |
| USA                                                     | Harkes | Herr, Subiat | Schweiz |
| 1. Spieltag                                             | | |         |
| 18. Juni 1994 um 11:30 Uhr in Pontiac (Silverdome)      | | |         |
| Zuschauer: 73.425                                       | | |         |
| Schiedsrichter: Francisco Oscar Lamolina ( Argentinien) | | |         |
| Spielbericht                                            | | |         |

## Kolumbien – Rumänien 1:3 (1:2)
| Kolumbien                                                  | Kolumbien | Rumänien | Rumänien |
| ---------------------------------------------------------- | --- | --- | -------- |
| Kolumbien                                                  | \| 1. Spieltag \| \| 18. Juni 1994 um 16:30 Uhr in Pasadena (Rose Bowl Stadium) \| \| Zuschauer: 91.856 \| \| Schiedsrichter: Jamal al-Sharif ( Syrien) \| \| Spielbericht \|                                          | \| 1. Spieltag \| \| 18. Juni 1994 um 16:30 Uhr in Pasadena (Rose Bowl Stadium) \| \| Zuschauer: 91.856 \| \| Schiedsrichter: Jamal al-Sharif ( Syrien) \| \| Spielbericht \|                                                                                     | Rumänien |
| Kolumbien                                                  | Óscar Córdoba – Luis Carlos Perea – Luis Herrera, Andrés Escobar, Wilson Pérez – Gabriel Gómez, Leonel Álvarez, Carlos Valderrama , Freddy Rincón – Faustino Asprilla, Adolfo Valencia Cheftrainer: Francisco Maturana | Bogdan Stelea – Miodrag Belodedici – Dan Petrescu, Gheorghe Mihali, Daniel Prodan – Ilie Dumitrescu (68. Tibor Selymes), Ioan Lupescu, Gheorghe Hagi , Gheorghe Popescu, Dorinel Munteanu – Florin Răducioiu (90. Corneliu Papură) Cheftrainer: Anghel Iordănescu | Rumänien |
| Kolumbien                                                  | 1:2 Valencia (43.) | 0:1 Răducioiu (15.) 0:2 Hagi (34.) 1:3 Răducioiu (89.) | Rumänien |
| Kolumbien                                                  | Herrera, Valderrama, Álvarez | Răducioiu | Rumänien |
| 1. Spieltag                                                | | |          |
| 18. Juni 1994 um 16:30 Uhr in Pasadena (Rose Bowl Stadium) | | |          |
| Zuschauer: 91.856                                          | | |          |
| Schiedsrichter: Jamal al-Sharif ( Syrien)                  | | |          |
| Spielbericht                                               | | |          |

## Rumänien – Schweiz 1:4 (1:1)
| Rumänien                                           | Rumänien | Schweiz | Schweiz |
| -------------------------------------------------- | --- | --- | ------- |
| Rumänien                                           | \| 2. Spieltag \| \| 22. Juni 1994 um 16:00 Uhr in Pontiac (Silverdome) \| \| Zuschauer: 61.428 \| \| Schiedsrichter: Neji Jouini ( Tunesien) \| \| Spielbericht \|                                                                                             | \| 2. Spieltag \| \| 22. Juni 1994 um 16:00 Uhr in Pontiac (Silverdome) \| \| Zuschauer: 61.428 \| \| Schiedsrichter: Neji Jouini ( Tunesien) \| \| Spielbericht \|                                                                               | Schweiz |
| Rumänien                                           | Bogdan Stelea – Miodrag Belodedici – Dan Petrescu, Gheorghe Mihali, Daniel Prodan – Ilie Dumitrescu (71. Ion Vlădoiu), Ioan Lupescu (86. Basarab Panduru), Gheorghe Hagi , Gheorghe Popescu, Dorinel Munteanu – Florin Răducioiu Cheftrainer: Anghel Iordănescu | Marco Pascolo – Alain Geiger – Marc Hottiger, Dominique Herr, Yvan Quentin – Christophe Ohrel (83. Patrick Sylvestre), Ciriaco Sforza, Georges Bregy, Alain Sutter (71. Thomas Bickel) – Adrian Knup, Stéphane Chapuisat Cheftrainer: Roy Hodgson | Schweiz |
| Rumänien                                           | 1:1 Hagi (35.) | 0:1 Sutter (16.) 1:2 Chapuisat (52.) 1:3 Knup (65.) 1:4 Knup (72.) | Schweiz |
| Rumänien                                           | Mihali, Lupescu, Belodedici | | Schweiz |
| Rumänien                                           | Vlădoiu (73., grobes Foulspiel) | | Schweiz |
| 2. Spieltag                                        | | |         |
| 22. Juni 1994 um 16:00 Uhr in Pontiac (Silverdome) | | |         |
| Zuschauer: 61.428                                  | | |         |
| Schiedsrichter: Neji Jouini ( Tunesien)            | | |         |
| Spielbericht                                       | | |         |

## USA – Kolumbien 2:1 (1:0)
| USA                                                        | USA | Kolumbien | Kolumbien |
| ---------------------------------------------------------- | --- | --- | --------- |
| USA                                                        | \| 2. Spieltag \| \| 22. Juni 1994 um 16:30 Uhr in Pasadena (Rose Bowl Stadium) \| \| Zuschauer: 93.869 \| \| Schiedsrichter: Fabio Baldas ( Italien) \| \| Spielbericht \|                                                      | \| 2. Spieltag \| \| 22. Juni 1994 um 16:30 Uhr in Pasadena (Rose Bowl Stadium) \| \| Zuschauer: 93.869 \| \| Schiedsrichter: Fabio Baldas ( Italien) \| \| Spielbericht \|                                                                                          | Kolumbien |
| USA                                                        | Tony Meola – Marcelo Balboa – Fernando Clavijo, Alexi Lalas, Paul Caligiuri – Tab Ramos, Mike Sorber, Thomas Dooley, John Harkes – Earnie Stewart (66. Cobi Jones), Eric Wynalda (60. Roy Wegerle) Cheftrainer: Bora Milutinović | Óscar Córdoba – Luis Carlos Perea – Luis Herrera, Andrés Escobar, Wilson Pérez – Hernán Gaviria, Leonel Álvarez, Carlos Valderrama , Freddy Rincón – Antony de Ávila (46. Iván Valenciano ), Faustino Asprilla (46. Adolfo Valencia) Cheftrainer: Francisco Maturana | Kolumbien |
| USA                                                        | 1:0 Escobar (35., Eigentor) 2:0 Stewart (52.) | 2:1 Valencia (90.) | Kolumbien |
| USA                                                        | Lalas | de Ávila | Kolumbien |
| 2. Spieltag                                                | | |           |
| 22. Juni 1994 um 16:30 Uhr in Pasadena (Rose Bowl Stadium) | | |           |
| Zuschauer: 93.869                                          | | |           |
| Schiedsrichter: Fabio Baldas ( Italien)                    | | |           |
| Spielbericht                                               | | |           |

## USA – Rumänien 0:1 (0:1)
| USA                                                        | USA | Rumänien | Rumänien |
| ---------------------------------------------------------- | --- | --- | -------- |
| USA                                                        | \| 3. Spieltag \| \| 26. Juni 1994 um 13:00 Uhr in Pasadena (Rose Bowl Stadium) \| \| Zuschauer: 93.869 \| \| Schiedsrichter: Mario van der Ende ( Niederlande) \| \| Spielbericht \|                                                            | \| 3. Spieltag \| \| 26. Juni 1994 um 13:00 Uhr in Pasadena (Rose Bowl Stadium) \| \| Zuschauer: 93.869 \| \| Schiedsrichter: Mario van der Ende ( Niederlande) \| \| Spielbericht \|                                                                              | Rumänien |
| USA                                                        | Tony Meola – Marcelo Balboa – Fernando Clavijo, Marcelo Balboa, Alexi Lalas, Paul Caligiuri – Tab Ramos (62. Cobi Jones), Mike Sorber (74. Roy Wegerle), Thomas Dooley, John Harkes – Earnie Stewart, Eric Wynalda Cheftrainer: Bora Milutinović | Florin Prunea – Miodrag Belodedici (88. Gheorghe Mihali) – Dan Petrescu, Tibor Selymes, Daniel Prodan – Ilie Dumitrescu, Ioan Lupescu, Gheorghe Hagi , Gheorghe Popescu, Dorinel Munteanu – Florin Răducioiu (83. Constantin Gâlcă) Cheftrainer: Anghel Iordănescu | Rumänien |
| USA                                                        | 0:1 Petrescu (18.) | | Rumänien |
| USA                                                        | Harkes (2.), Clavijo | Răducioiu (2.), Petrescu | Rumänien |
| 3. Spieltag                                                | | |          |
| 26. Juni 1994 um 13:00 Uhr in Pasadena (Rose Bowl Stadium) | | |          |
| Zuschauer: 93.869                                          | | |          |
| Schiedsrichter: Mario van der Ende ( Niederlande)          | | |          |
| Spielbericht                                               | | |          |

## Schweiz – Kolumbien 0:2 (0:1)
| Schweiz                                                   | Schweiz | Kolumbien | Kolumbien |
| --------------------------------------------------------- | --- | --- | --------- |
| Schweiz                                                   | \| 3. Spieltag \| \| 26. Juni 1994 um 13:00 Uhr in Stanford (Stanford Stadium) \| \| Zuschauer: 83.401 \| \| Schiedsrichter: Peter Mikkelsen ( Dänemark) \| \| Spielbericht \|                                                               | \| 3. Spieltag \| \| 26. Juni 1994 um 13:00 Uhr in Stanford (Stanford Stadium) \| \| Zuschauer: 83.401 \| \| Schiedsrichter: Peter Mikkelsen ( Dänemark) \| \| Spielbericht \|                                                                                 | Kolumbien |
| Schweiz                                                   | Marco Pascolo – Alain Geiger – Marc Hottiger, Dominique Herr, Yvan Quentin – Christophe Ohrel, Georges Bregy, Ciriaco Sforza, Alain Sutter (81. Marco Grassi) – Adrian Knup (81. Nestor Subiat), Stéphane Chapuisat Cheftrainer: Roy Hodgson | Óscar Córdoba – Alexis Mendoza – Luis Herrera, Andrés Escobar, Wilson Pérez – Hernán Gaviria (78. Harold Lozano), Leonel Álvarez, Carlos Valderrama , Freddy Rincón – Faustino Asprilla, Adolfo Valencia (63. Antony de Ávila) Cheftrainer: Francisco Maturana | Kolumbien |
| Schweiz                                                   | 0:1 Gaviria (44.) 0:2 Lozano (90.) | | Kolumbien |
| Schweiz                                                   | Knup, Bregy | Gaviria, Valderrama (2.), Álvarez (2.) | Kolumbien |
| 3. Spieltag                                               | | |           |
| 26. Juni 1994 um 13:00 Uhr in Stanford (Stanford Stadium) | | |           |
| Zuschauer: 83.401                                         | | |           |
| Schiedsrichter: Peter Mikkelsen ( Dänemark)               | | |           |
| Spielbericht                                              | | |           |